# Rouelles (Seine-Maritime)
Rouelles is een plaats en voormalige gemeente in het Franse departement Seine-Maritime. Rouelles is een deelgemeente (commune associée) en wijk van de stad Le Havre.
Rouelles ligt in het noordoosten van de gemeente Le Havre, meer dan vijf kilometer ten noordoosten van het stadscentrum.

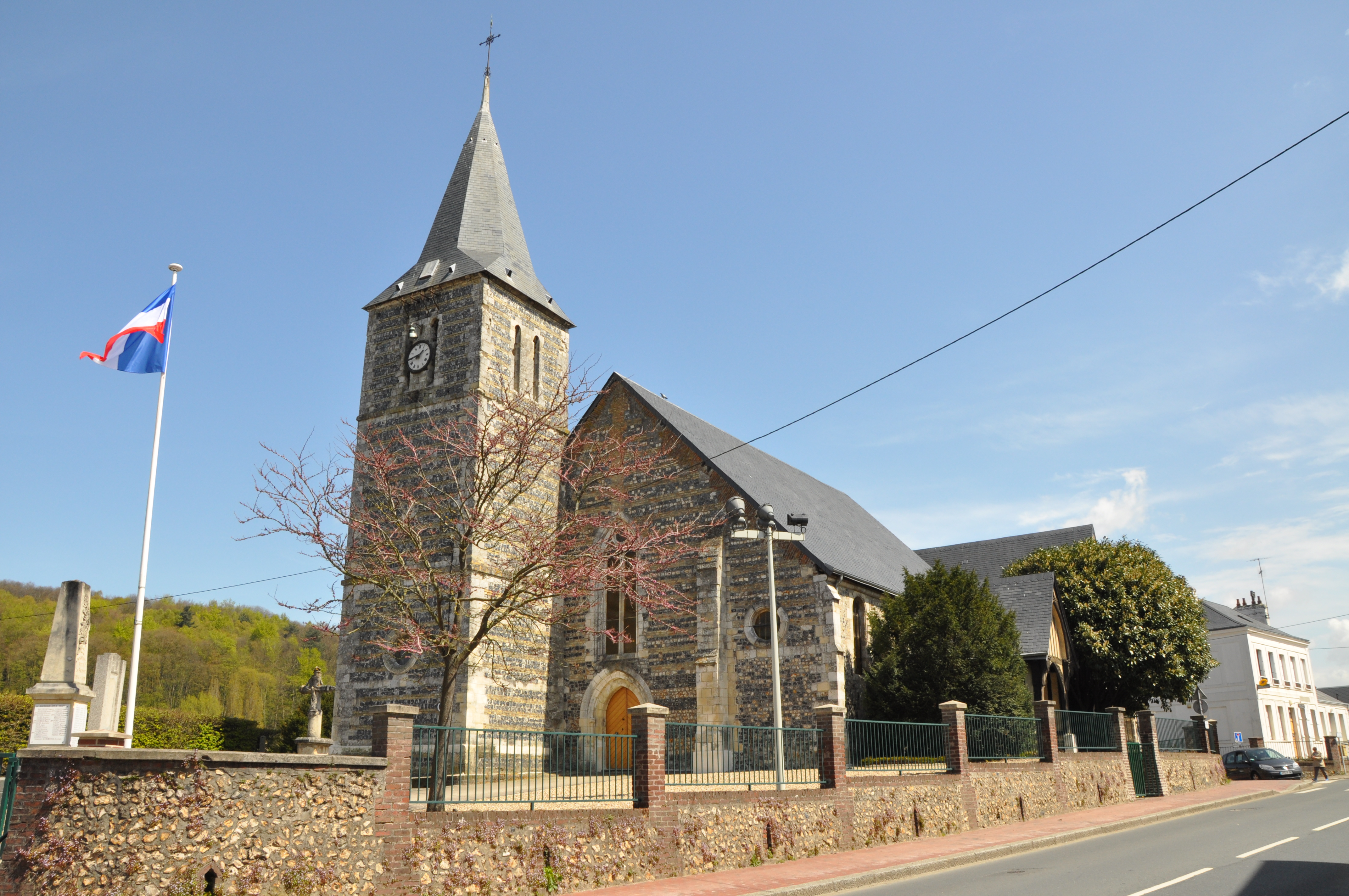
Église Saint-Julien

## Geschiedenis
Oude vermeldingen van de plaats gaan terug tot 1035 als Rotuelle. De 18de-eeuwse Cassinikaart toont hier het dorpje Rouelles.
Op het eind van het ancien régime op het eind van de 18de eeuw werd Rouelles een gemeente, toen nog in het kanton Montivilliers.
In de loop van de 19de en 20ste eeuw richtte het dorp zich steeds meer op de sterk groeiende havenstad Le Havre. Door de uitdijende verstedelijking raakte Rouelles in de loop van de 20ste eeuw vergroeid met de stad. In 1973 werd Rouelles bij de gemeente Le Havre gevoegd in een fusion association.

## Bezienswaardigheden
- De Église Saint-Julien

Bléville · Eure · Graville · Ingouville · Le Havre · Rouelles · Sanvic